# Werner Adolph Schupmann
Werner Adolph Schupmann (* 19. März 1815 in Borgholz; † 16. März 1879 in Ramsbeck) war ein deutscher Priester.

## Leben

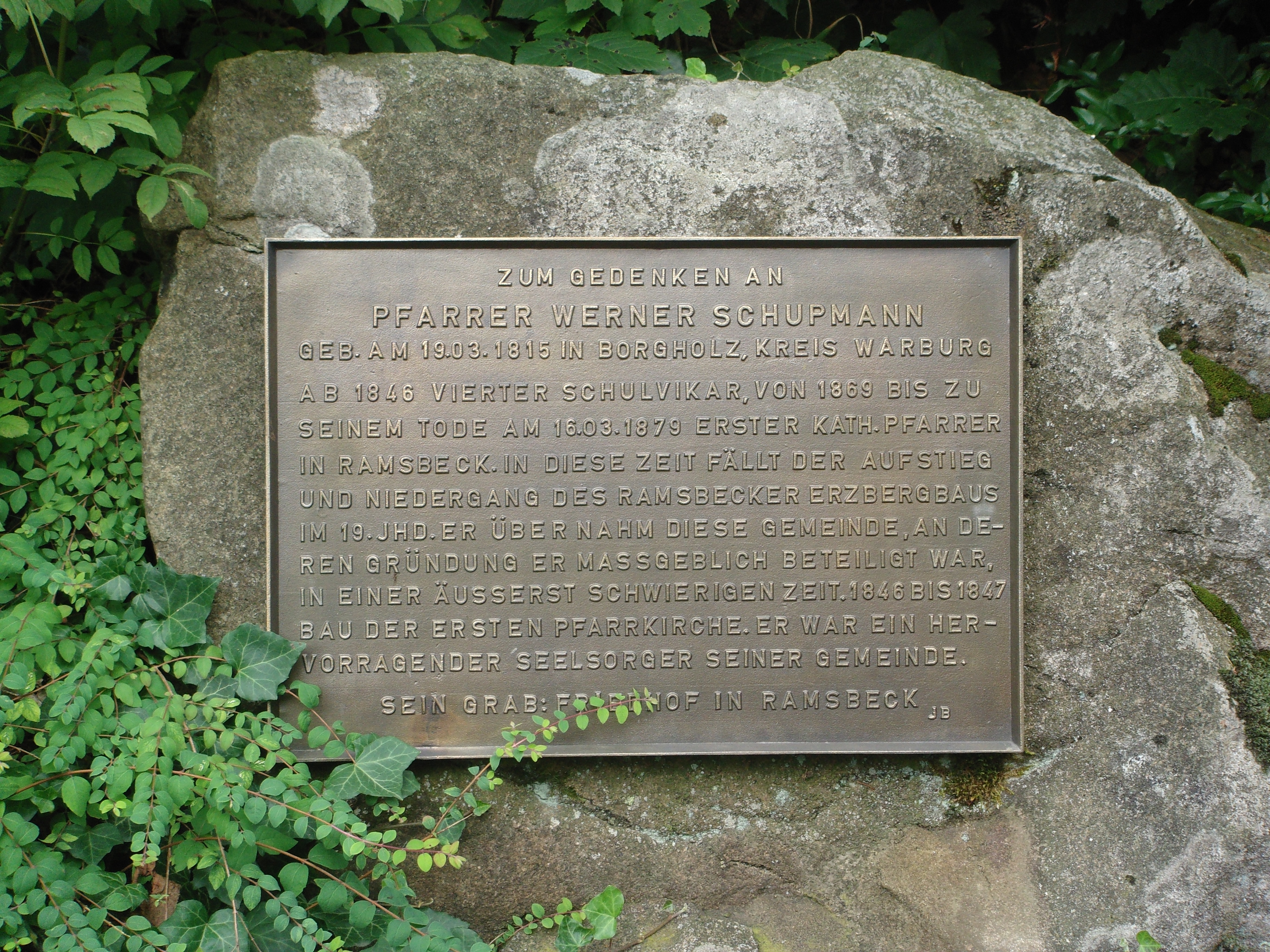
Gedenkstein für Pfarrer Werner Adolph Schupmann

Werner Adolph Schupmann wurde am 19. März 1815 in Borgholz, Kreis Warburg, als Sohn des Wilhelm Schupmann und seiner Ehefrau, Wilhelmine, geb. Schrewe, geboren. Ab 1840 besuchte er das Bischöfliche Priesterseminar zu Paderborn. Zum Priester geweiht wurde er am 28. August 1841. Von 1842 bis 1845 war er Schulvikar in der Pfarrgemeinde St. Dionysius in Elsen. Am 27. November 1846 wurde Werner Adolph Schupmann als vierter Schulvikar in Ramsbeck durch Pfarrer Bigge aus Velmede feierlich eingeführt. Sein Gehalt betrug 250 Taler pro Jahr: 150 Taler Vikargehalt und 100 Taler Schulgeld. Vikar Schupmann hat acht Jahre lang neben seinen seelsorgerischen Pflichten auch schulische Aufgaben wahrgenommen. 1861 wurde Schupmann Pfarrer von Ramsbeck. Am 16. März 1879 starb er.

## Wirken
1846/1847 wurde unter Schulvikar Schupmanns Leitung eine neue Kirche erbaut. Die alte Kapelle war aufgrund ihres Bauzustandes und der ständig wachsenden Einwohnerzahl nicht mehr ausreichend. Am 22. Oktober 1848 erfolgte die Einweihungsfeier durch den Dechanten Böschen aus Meschede.
Die Zuwanderung von mehreren Hundert Bergleuten während des Ramsbecker Bergbaubooms machte die Anlage eines Friedhofs erforderlich. Der neue Friedhof konnte am 9. November 1857 durch den Dechant Luig aus Calle eingeweiht werden. Von da an wurden die Ramsbecker Toten im Dorf selbst bestattet.
Am 23. November 1861 wurde die Vikarie Ramsbeck aus den bisherigen Mutterkirchen Velmede und Remblinghausen herausgelöst. Die katholische Pfarrei Ramsbeck wurde konstituiert, erster Pfarrer wurde der bisherige Schulvikar Werner Adolph Schupmann.
Ihm zu Ehren wurde 1998 die Straße Zum Bastenberg in Pfarrer-Schupmann-Straße umbenannt. Eine Gedenktafel erinnert an Pfarrer Schupmann.

## Werke
- Werner Adolph Schupmann: Ramsbecker Pfarrchronik (ungedruckt)